# فهرست فرودگاه‌های ترکمنستان
این مقاله شامل فهرست فرودگاه‌های ترکمنستان است که بر پایهٔ مکان قرارگیری آن‌ها مرتب شده‌است.

## فرودگاه‌ها
| شهر              | ایکائو | یاتا | نام فرودگاه       | مختصات                                                         |
| ---------------- | ------ | ---- | ----------------- | -------------------------------------------------------------- |
| عشق‌آباد          | UTAA   | ASB  | فرودگاه عشق‌آباد   | ۳۷°۵۹′۱۳″ شمالی ۰۵۸°۲۱′۳۹″ شرقی / ۳۷٫۹۸۶۹۴°شمالی ۵۸٫۳۶۰۸۳°شرقی |
| داش‌اغوز          | UTAT   | TAZ  | فرودگاه داش‌اغوز   | ۴۱°۴۵′۵۳″ شمالی ۵۹°۴۹′۵۹″ شرقی / ۴۱٫۷۶۴۷۲°شمالی ۵۹٫۸۳۳۰۶°شرقی  |
| کرکوه            |        |      | فرودگاه کرکی      | ۳۷°۴۸′۳۲″ شمالی ۰۶۵°۱۲′۴۵″ شرقی / ۳۷٫۸۰۸۸۹°شمالی ۶۵٫۲۱۲۵۰°شرقی |
| ماری (ترکمنستان) | UTAM   | MYP  | فرودگاه ماری      | ۳۷°۳۶′۲۴″ شمالی ۶۱°۵۴′۰۵″ شرقی / ۳۷٫۶۰۶۶۷°شمالی ۶۱٫۹۰۱۳۹°شرقی  |
| ترکمن‌باشی        | UTAK   | KRW  | فرودگاه ترکمنباشی |                                                                |
| ترکمن‌آباد        | UTAV   | CRZ  | فرودگاه ترکمن‌آباد | ۳۹°۰۵′۰۰″ شمالی ۰۶۳°۳۶′۰۸″ شرقی / ۳۹٫۰۸۳۳۳°شمالی ۶۳٫۶۰۲۲۲°شرقی |